# Slag bij Sluis (1603)
De Slag bij Sluis was een zeeslag tijdens de Tachtigjarige Oorlog op 26 mei 1603 tussen een koninklijke Spaanse vloot van acht galeien onder Frederico Spinola en een Zeeuwse vloot onder viceadmiraal Joost de Moor, versterkt door een Hollandse galei.

## Achtergronden
Frederico Spinola was een jongere broer van de befaamde veldheer Ambrogio Spinola. Tegen het eind van de zestiende eeuw adviseerde Frederico Filips III van Spanje om de galei, een scheepstype dat toen nog dominant was op de Middellandse Zee, ook in Vlaanderen en Zeeland te gaan inzetten. De vele ondiepten, kronkelige kreken en nauwtes daar zouden een door roeiriemen aangedreven vaartuig een beslissend voordeel kunnen verschaffen op schepen die van de wind afhankelijk waren. Zes grote galeien werden gebouwd en daarmee bedreef Spinola met succes kaapvaart tegen Nederlandse en Engelse koopvaarders, hoewel hij bij Oostende een nederlaag leed tegen een Hollands eskader. Als uitvalsbasis gebruikte hij Sluis. In reactie hierop lieten de Staten van Holland en West-Friesland in 1598 een Rode Galei bouwen in Vlaardingen en in 1600 een grotere, dertig meter lange, Zwarte Galei in Dordrecht. Ook deze schepen boekten successen en een vijftal nieuwe galeien werd door de Nederlanders in aanbouw genomen. Dit leidde tot een wapenwedloop. Spinola had in Vlaanderen geen capaciteit om voldoende schepen te bouwen en daarom poogde hij in 1602 met acht galeien, bemand door negenhonderd matrozen en soldaten en aangedreven door vijftienhonderd galeislaven, van Portugal naar Vlaanderen te varen. Zeven daarvan had hij voor eigen rekening gebouwd, nadat Filips III een veel ambitieuzer voorstel om met een hele armada van galeien Engeland te veroveren had afgewezen. Zijn protestantse vijanden kregen echter weet van deze plannen. Een Engels eskader van twaalf schepen onderschepte zijn vloot op 3 juni 1602 in de monding van de Taag en bracht twee galeien tot zinken.

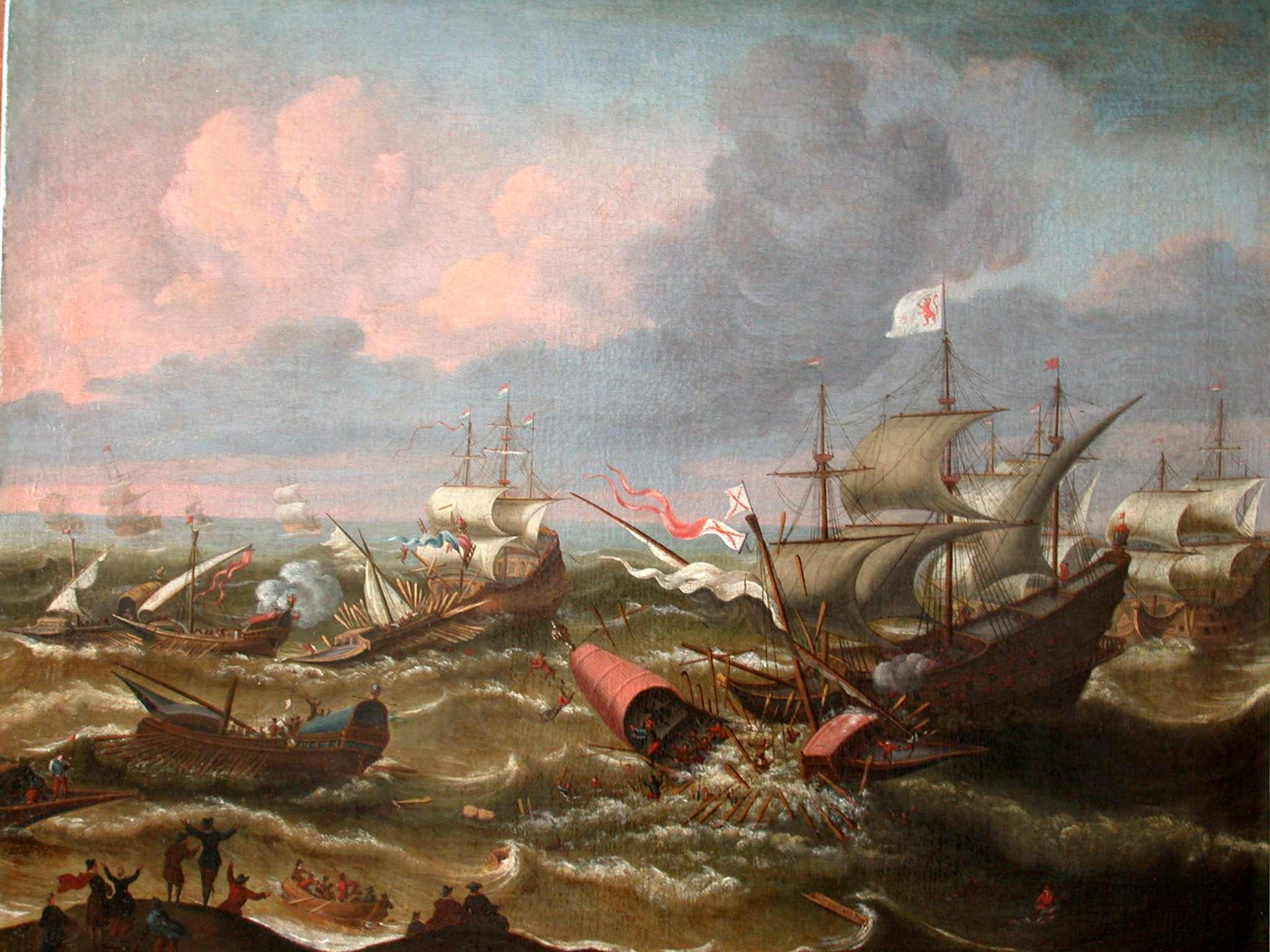
Cants Halve Maene overvaart de Padilla op 3 oktober 1602

Spinola keerde terug naar Lissabon maar poogde met de zes overgebleven galeien opnieuw Vlaanderen te bereiken nadat hij extra roeiers, soldaten en geld aan boord genomen had. Viceadmiraal Jacob van Duyvenvoorde werd uitgezonden om hem met negen schepen te blokkeren maar bij aankomst bleek Spinola al naar het noorden ontsnapt. In de Straat van Dover werd Spinola opgewacht door een Engels flottielje en een Nederlands flottielje van vier schepen onder Jan Adriaanszoon Cant dat Van Duyvenoorde teruggestuurd had. Cants schepen overvoeren op 3 oktober 1602 twee galeien. Twee galeien vluchtten beschadigd naar Nieuwpoort, een volgende vluchtte de haven van Calais binnen en werd door de Fransen in beslag genomen en Spinola wist alleen met zijn eigen galei de San Luis Duinkerke te bereiken.
Desalniettemin wist Spinola, de twee galeien in Nieuwpoort herstellend, in 1603 te Sluis van Knokke uit acht galeien te concentreren. Hij vatte het plan op om hiermee Walcheren te overvallen, aan de overzijde van de Westerschelde. Buitengaats wachtte echter een blokkade-eskader, onder commando van Joos(t) de Moor, van twee galeien namelijk de Zwarte Galei en de Zeeuwse Flesse, twee kleinere schepen en een bewapende koopvaarder. De Nederlandse marine liet in deze periode zelden gespecialiseerde oorlogsschepen construeren maar bouwde naar behoefte koopvaarders om.

## Slag

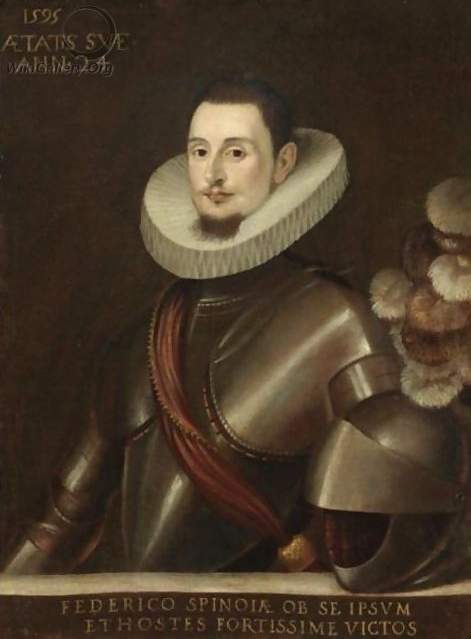
Federico Spinola sneuvelde in de slag

Op 26 mei kwam Spinola naar buiten, profiterend van een windstilte, waardoor de Zeeuwse vloot in Vlissingen De Moor niet te hulp zou kunnen komen en zijn eigen schepen hun superieure beweeglijkheid ten volle konden uitbuiten. Spinola beschikte over acht galeien en vier lichte fregatten, alle goed bemand, de grootste schepen door 250 roeiers en nog eens 200 soldaten. De acht galeien positioneerden zich eerst in een halve maan, de Nederlandse vloot half omvattend, en splitsten zich toen in twee groepen van vier.
De Zwarte Galei onder kapitein Jacob Michielsz Wip werd door twee van de grote Spaanse galeien geramd, wat niet zoveel effect had daar galeien in deze periode geen ramboeg hadden. De gebruikelijke tactiek was om de lange boeg over de reling van het vijandelijke schip te schuiven en dat dan te bestormen, ondersteund door de twee kanonnen die in de voorste opbouw van de galei opgesteld waren en de voornaamste vuurkracht daarvan vertegenwoordigden. De Spanjaarden probeerden aldus de Zwarte Galei te enteren, maar werden door enkele wel gerichte kanonschoten afgeslagen, waarna met zwaard, pistool en mes verder werd gevochten.
Het schip van Joos de Moor, de Gouden Leeuw, werd van achteren door twee vijandelijke galeien aangevallen, waaronder die van Spinola zelf, maar ook hier wisten de Spanjaarden niet de overhand te halen: het achterkasteel was te hoog om eenvoudig te beklimmen. De kleinere Zeeuwse galei de Flesse onder Cornelis Jansen van Gorcum werd eveneens door vier Spaanse schepen aangevallen, maar gaf hun, bijgestaan door de Seyl-Hondt van kapitein Logier Pieterssen, zo'n warm onthaal dat deze vier schepen zich bij een hernieuwde aanval op de Zwarte Galei voegden. De Oude Hondt van Crijn Hendricksen kon door de windstilte de overige Nederlandse schepen niet bereiken.
Na ongeveer een uur slaagde admiraal Willem de Zoete, heer van Haultain, erin de haven van Vlissingen met de Zeeuwse vloot te verlaten. Deze versterking deed de krijgskans duidelijk ten voordele van de Staatse vloot keren. De Spaanse vloot trok zich, zwaar beschadigd, terug naar Sluis. Spinola was dodelijk gewond geraakt. Ook De Moor en Pieterssen werden gewond, maar herstelden. Kapitein Jacob Michielsz. Wip werd gedood, luitenant-ter-zee Hart leidde hierna de verdediging van de Zwarte Galei. De Spaanse verliezen waren in het algemeen zwaar, zij het vermoedelijk lager dan de vierhonderd tot achthonderd man die de toenmalige Nederlandse verslagen vermeldden. De Staatse vloot telde 47 gesneuvelden. De slag werd in de Republiek gezien als een duidelijke overwinning. De bemanningen kregen elf tonnen bier en Joos de Moor, Pieterssen en Van Gorcum een gouden ereketen. De slag is onderwerp van twee bekende schilderijen, een wellicht van de hand van Cornelis Vroom en tegenwoordig in de collectie van Het Scheepvaartmuseum, de tweede door Andries Eertveld en tentoongesteld in het Belfort van Sluis.
Deze slag was de enige zeeslag tijdens de Tachtigjarige Oorlog waarbij aan beide zijden galeien werden ingezet. In 1604 werd Sluis door de Staatse troepen veroverd en verloren de galeien snel aan betekenis. Eenzelfde ontwikkeling deed zich in de Middellandse Zee voor, waar wendbare fregatten de galei in de loop van de zeventiende eeuw verdrongen.